# Station Izumi-Hashimoto
 Station Izumi-Hashimoto (和泉橋本駅,  Izumi-Hashimoto-eki) is een spoorwegstation in de Japanse stad Kaizuka, gelegen in de prefectuur Ōsaka. Het wordt aangedaan door de Hanwa-lijn. Het station heeft twee sporen, gelegen aan twee zijperrons.

## Treindienst

### JR West
| 1 | ■ Hanwa-lijn | richting Hineno en Wakayama      |
| 2 | ■ Hanwa-lijn | richting Ōtori, Tennōji en Ōsaka |

## Geschiedenis
Het station werd in 1930 geopend.

## Overig openbaar vervoer
Er bevindt zich een bushalte nabij het station.

## Stationsomgeving
- Station Ishizai aan de Mizuma-lijn
- Centraal ziekenhuis van Kaizuka
- Kaizuka-Hashimoto-postkantoor